# Оскар Андрес Родріґес Марадьяґа

Герб кардинала Родріґеса Марадьяґи

О́скар Андре́с Родрі́ґес Марадья́ґа (ісп. Óscar Andrés Rodríguez Maradiaga; 29 грудня 1942, Тегусігальпа) — гондураський кардинал, архієпископ і митрополит Тегусігальпи з 1993 року, президент «Карітас Інтернаціоналіс» з 2007 року, салезіанин.

## Біографічні відомості
3 травня 1961 року вступив до чернечого згромадження салезіан. Навчався в чернечому інституті «Дон Руа» в Сан-Сальвадор (Сальвадор), де здобув докторський ступінь з філософії, а також навчався в декількох університетах Рима (в Папському Салезіанському університеті, де отримав докторат з теології, і в Папському Латеранському університеті (докторат з морального богослов'я). Він також отримав диплом в галузі клінічної психології та психотерапії в університеті Іннсбрука (Австрія). Крім того, має музичну освіту: вивчав фортепіано в консерваторії Сан-Сальвадора, а також гармонію і композицію в Гватемалі і Ньютоні (США).
Прийняв священиче рукоположення в Гватемалі 28 червня 1970 з рук апостольського нунція архієпископа Джироламо Пріджоне.
Родріґес Марадьяґа працював учителем різних предметів — в тому числі хімії, богослов'я та духовної музики — в салезіанських школах у Гватемалі. У 1975—1978 роках він був ректором Салезіанського філософського інституту в Гватемалі.
28 жовтня 1978 року Папа Римський Іван-Павло II призначив священика Родріґеса Марадьяґу єпископом-помічником Тегусігальпи, титулярним єпископом Пуденціани. Хіротонія відбулася 8 грудня того ж року в Гондурасі (головним святителем був апостольський нунцій архієпископ Ґабрієль Монтальво Іґера, а співсвятителями — архієпископ Манагуа Міґель Обандо Браво та архієпископ Тегусігальпи Ектор Енріке Сантос Ернандес). У 1981—1984 він був апостольським адміністратором єпархії Санта-Роса-де-Копан. Він брав участь у сесіях Всесвітнього Синоду Єпископів у Ватикані, в тому числі у спеціальній сесії, присвяченій Церкві в Америці (листопад-грудень 1997 р.) та IV Загальній конференції латиноамериканських єпископів в Санто-Домінго (Домініканська Республіка, жовтень 1992 року). 8 січня 1993 Іван Павло II призначив його архієпископом Тегусігальпи, в 1995 році він також був апостольським адміністратором єпархії Сан-Педро-Сула.
У 1987—1991 роках він був генеральним секретарем Латиноамериканської єпископської ради, а в 1995—1999 був її головою. У 1997—2003 був головою єпископської конференції Гондурасу.
На консисторії, що відбулася 21 лютого 2001 року Іван Павло II надав архієпископові Марадьязі сан кардинала-пресвітера з титулом римської церкви Санта Марія делла Сперанца.
Кардинал Родріґес Марадьяґа брав участь у конклаві 2005 року, який обрав Папою Римським Бенедикта XVI.

## Членство в дикастеріях Римської курії
- Конгрегація в справах духовенства
- Конгрегація в справах католицького виховання
- Папська рада «Справедливість і мир»
- Папська рада в справах масових комунікацій
- Папська комісія в справах Латинської Америки
- Спеціальна рада в справах Америки Генерального секретаріату Синоду єпископів

## Цікаві факти
- Кардинал Марадьяґа є першим кардиналом з Гондурасу
- Журналісти розглядали кардинала Марадьяґу як одного з основних кандидатів на папський престол після смерті Івана Павла II[4]. Також станом на 2012 рік його продовжують називати серед можливих кандидатів[5], а букмекерська контора PaddyPower вносить його в першу п'ятірку кандидатів[6]
- Крім рідної іспанської, володіє англійською, німецькою, італійською, португальською та французькою мовами
- Грає на фортепіано і саксофоні
- Належить до народу майя
- Має права пілота